# Onychogomphus cerastis
Onychogomphus cerastis är en trollsländeart som först beskrevs av Selys 1854.  Onychogomphus cerastis ingår i släktet Onychogomphus och familjen flodtrollsländor. IUCN kategoriserar arten globalt som otillräckligt studerad. Inga underarter finns listade i Catalogue of Life.